# Nicolò Rusca
Nicolò Rusca (20. dubna 1563, Bedano – 4. září 1618, Thusis) byl italský římskokatolický kněz, umučený radikálními protestanty. Katolická církev jej uctívá jako blahoslaveného mučedníka.

## Život
Narodil se dne 20. dubna 1563 v Bedano ve Švýcarsku (církevně však obec spadala do italské diecéze Como) do rodiny, patřící do starobylého šlechtického rodu Rusconi. Jeho otec Giovanni Antonio byl notář, matka Daria, rozená Quadrio pocházela z italské obce Tesserete. Jeho dva sourozenci Bartolomeo a Luigi se stali kněžími. Kromě toho měl bratra Cristofora, který pokračoval v linii jejich rodu, kdy jeho dva synové se později také stali kněžími a sestru Margheritu, která se stala řeholnicí.
První základy latiny se naučil u faráře v Comano. Poté studoval u jezuitů v Římě, ale kvůli nedostatku míst k ubytování se přestěhoval do Milána, kde studoval církevní nauku v letech 1580–1587. Zde se údajně setkal se sv. Karlem Boromejským. Dne 23. května 1587 jej biskup z Como Giovanni Antonio Volpe vysvětil na kněze. Poté studoval na univerzitě v Pavii, kde obdržel roku 1591 doktorát z teologie.
Od roku 1588 působil jako farář v Sessa. Roku 1590 se stal arciknězem v Sondriu, kterýž úřad zastával do konce svého života. Po Tridentském koncilu se otevřeně stavěl proti nové protestantské reformaci, kterou zmíněný koncil odsoudil.
V noci mezi 24. a 25. červencem 1618 byl několika ozbrojenými muži, kteří se vloupali do jeho fary zajat a převezen do Thusis. Zde s ním začalo 1. září téhož roku soudní přelíčení, na kterém byl obviněn z několika nepodložených činů. 3. září pak začal jeho výslech, doprovázený mučením. Jelikož se k předkládaným obviněním nepřiznal, pokračovalo mučení do následujícího 4. září a poté, co mu byla znemožněna možnost se vyzpovídat, jak požadoval aniž by se přiznal zemřel na následky mučení. Soud poté nařídil zabavení jeho majetku.

## Úcta
Jeho beatifikační proces započal dne 27. března 1995, čímž obdržel titul služebník Boží. Dne 19. prosince 2011 podepsal papež Benedikt XVI. dekret o jeho mučednictví.
Blahořečen pak byl dne 21. dubna 2013 v Sondriu. Obřadu předsedal jménem papeže Františka kardinál Angelo Amato.
Jeho památka je připomínána 4. září. Bývá zobrazován v kněžském oděvu, případně s tzv. knihou hodinek, nebo s křížem.